# رندی استوارت
رندی استوارت (انگلیسی: Randy Stuart; ۲۴ اکتبر ۱۹۲۴ – ۲۰ ژوئیهٔ ۱۹۹۶) هنرپیشه، و بازیگر تلویزیون اهل ایالات متحده آمریکا بود.
از فیلم‌ها یا برنامه‌های تلویزیونی که وی در آن نقش داشته‌است می‌توان به زیبا نشسته، جنگ و ستاره‌ای در خاک اشاره کرد.